# Bassel Fleihan
Bassel Fleihan (10 septembre 1963 – 18 avril 2005) est un homme politique libanais. Il fut ministre de l'Économie et du Commerce entre 2000 et 2003 et député protestant de Beyrouth entre 2000 et 2005, lorsqu’il succomba à ses blessures dues à l’attentat contre son mentor, Rafiq Hariri. Bassel Fleihan était dans la voiture de Hariri au moment de l’attentat, le 14 février 2005.
Brûlé à plus de 95 %, il fut emmené en avion à l'hôpital d'instruction des armées Percy, près de Paris, où il décédera, 64 jours après l’explosion.

## Biographie
Il est né le 10 septembre 1963 à Beyrouth. Licencié d’économie de l'université américaine de Beyrouth en 1984, il obtint son master en économie du développement de l'université de Yale en 1985 et un doctorat d’économie de l'Université Columbia en 1990.
Entre 1988 et 1993, Fleihan travailla au Fonds monétaire international. Il quitte son poste en 1993, quand il est nommé par Rafiq Hariri conseiller au ministre des Finances. Il enseigna l’économie à l'AUB de 1993 à 1999.
Il est choisi par Hariri en 2000 pour se présenter aux élections législatives sur sa liste, pour le siège protestant de la capitale. Après sa victoire, Hariri le nomme ministre de l’Économie et du Commerce, une position qu’il conservera jusqu’en 2003,.
Bassel Fleihan jouera un rôle important dans la préparation du plan de réforme de l’économie libanaise présenté lors de la conférence de Paris-2 en novembre 2002, durant laquelle le Liban a réussi à obtenir 4,3 milliards de dollars d’aide.
En 2006, l'institut des Finances sous la tutelle du ministère de finance libanais et la direction de la présidente de l'institut Lamia Moubayed Bissat, fut renommé "L'insttut des Finances Basil Fuleihan" en l'honneur de feu le Ministre Bassel Fleihan.